# Tempurejo (Wates)
Tempurejo is een bestuurslaag in het regentschap Kediri van de provincie Oost-Java, Indonesië. Tempurejo telt 3810 inwoners (volkstelling 2010).